# Harshavarman II.
Harshavarman II. († 944; auch Brahmaloka) war von 941 bis 944 König des Khmer-Reiches. Wie sein Vater Jayavarman IV. (928–941) residierte er ca. 120 Kilometer nordöstlich von Angkor in Lingapura, dem heutigen Koh Ker und nicht in Yashodharapura (Angkor) oder in Hariharalaya (Roluos).

## Leben
Harshavarman II. folgte seinem Vater Jayavarman IV. (928 – 941) im Jahr 941 auf den Thron. Eine Inschrift deutet darauf hin, dass er nicht der designierte Thronfolger war. Vermutlich riss er mit Unterstützung seines Cousins Rajendravarman II. die Macht an sich. Die Herrschaft von Harshavarman II. in Koh Ker dauerte nur drei Jahre; es ist fraglich, ob er eines natürlichen Todes starb. Sein Cousin Rajendravarman II., der ihm einst auf den Thron verholfen hatte, übernahm die Macht und zog in die alte Hauptstadt Yashodharapura (Angkor) zurück. Keiner der zahlreichen Tempel in Koh Ker ist auf Harshavarman II. zurückzuführen.
Harsharvarman II. wurde posthum der Name Brahmaloka gegeben.